# NGC 4953
NGC 4953 est une galaxie lenticulaire située dans la constellation du Centaure. Sa vitesse par rapport au fond diffus cosmologique est de 5 233 ± 49 km/s, ce qui correspond à une distance de Hubble de 77,2 ± 5,5 Mpc (∼252 millions d'al). NGC 4953 a été découverte par l'astronome britannique John Herschel en 1834.
La classe de luminosité de NGC 4953 est III-IV et elle présente une large raie HI.
À ce jour, une mesure non basée sur le décalage vers le rouge (redshift) donne une distance d'environ 76,200 Mpc (∼249 millions d'al). Cette valeur est à l'intérieur des valeurs de la distance de Hubble.

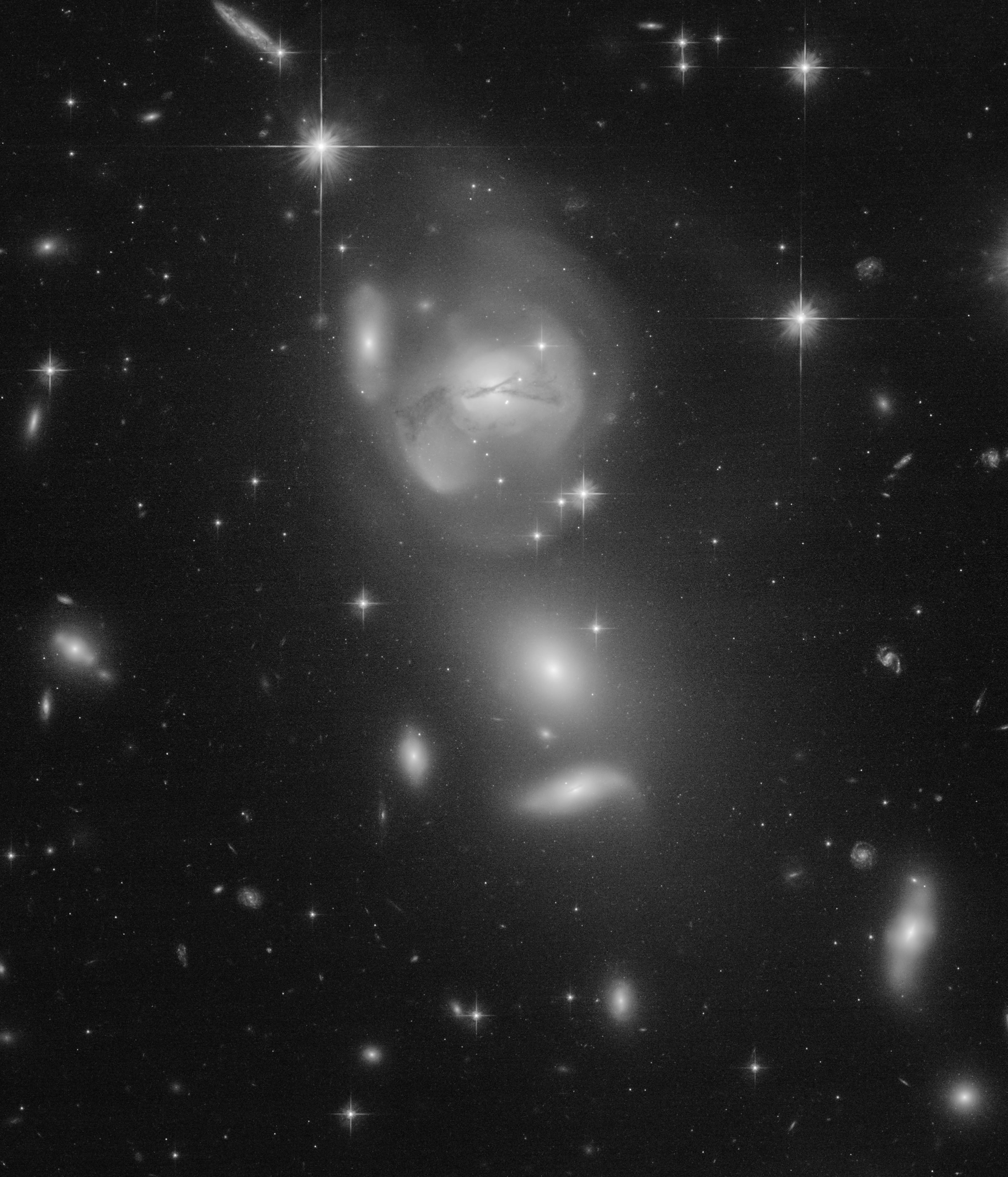
La galaxie lenticulaire NGC 4953 (en haut) et les galaxies alentours, imagées par le télescope spatial Hubble.